# Купальник (спортивный)
Купа́льник — вид спортивной одежды из эластичной ткани, обтягивающей корпус и оставляющей ноги открытыми. 
Купальник широко используется в хореографии, спортивной и художественной гимнастике, акробатике, аэробике, прыжках на батуте, фигурном катании. Используется как в качестве повседневной одежды для тренировок и репетиций, так и для выступлений на сцене и на соревнованиях.

## Описание
Спортивный купальник надевается через ноги, затем его верх натягивается на плечи. В отличие от боди, он не имеет внизу, в паховой области, застёжки — вместо неё вшита гигиеническая хлопчатобумажная ластовица.
Для пошива купальника используются плотные эластичные, хорошо тянущиеся и тем самым обеспечивающие облегание тела ткани — трикотаж, бифлекс, эластан. Купальник может быть с рукавами любой длины или без рукавов, с широкими или узкими бретелями (на лямках). Вырез спереди может быть любой формы, открывать плечи или закрывать их; «глухой» купальник без выреза шьётся с воротником-стойкой под шею. Глубина и форма выреза на спине также зависит от модели.
Купальник надевается на нательное бельё — трусики, как правило, телесного цвета. В балете под купальник также обычно надеваются специальные колготки — трико, которое можно надеть и поверх купальника. Во время занятий и репетиций или в перерывах между ними поверх купальника может надеваться любая необходимая одежда — балетные шифоновые юбки и пачки, легинсы, велосипедки, шерстяные штаны, футболки, толстовки, спортивные костюмы, любая другая согревающая мышцы одежда.
Форма купальников, использующихся во время спортивных соревнований, строго регламентирована — за превышение нормы оголённого тела, как и за появление краёв нижнего белья из-под купальника, спортсменки штрафуются вычетом баллов из заработанной суммы.
Купальник, соединённый с трико (то есть обтягивающий и ноги), называется комбинезон (англ. unitard). Такие комбинезоны популярны в гимнастике, фигурном катании, танцах, аэробике.

## История
В некоторых языках (английском, немецком) спортивный купальник называется «леота́р» (leotard) — в честь французского воздушного гимнаста Жюля Леотара (1838—1870), выступавшего в подобной облегающей одежде. В XIX веке такой облегающий тело купальник, называвшийся трико, использовался только в цирке — гимнастами, силачами, акробатами. Как правило, поверх него надевались шорты или юбочка (к примеру, см. картину Пабло Пикассо «Девочка на шаре»).
В XX веке купальник проник в балет, где его стали использовать сначала для репетиций, а потом и для сценических выступлений. Лаконичный купальник без украшений и декораций нередко использовал в своих постановках балетмейстер Джордж Баланчин («Четыре темперамента», 1946; «Агон», 1957; «Симфония в трёх движениях», 1972 и др.). Вслед за ним эту тенденцию восприняли многие другие хореографы 2-й половины XX века.
В СССР, где ещё долгое время продолжали использоваться балетные туники и не имелось никаких эластичных тканей, первой, кто начал заниматься и репетировать в трикотажном купальнике, была балерина Майя Плисецкая, купившая его себе во время гастролей за границей. Она же первая вышла на советскую балетную сцену в костюме на основе эластичного купальника — в балете «Гибель розы», поставленном для неё французским балетмейстером Роланом Пети в 1973 году (художник по костюмам Ив Сен-Лоран).
В 1970-е годы, с приходом моды на диско и появлением аэробики, купальник, как и боди, стал популярной женской уличной одеждой — его носили с поясом, колготками, легинсами, шортиками, велосипедками и короткими юбками. Купальники 70-х — 80-х годов шились из тканей ярких, люминесцентных цветов, и отличались высоким вырезом бёдер.
В XX веке практически единственным «украшением», которое дозволялось размещать на спортивном купальнике, были герб или флаг страны, которую представляет спортсмен, либо эмблема его спортивного общества — как правило, они размешались на рукаве или по центру груди. В XXI веке в таких видах олимпийских видах спорта, как спортивная и художественная гимнастика, синхронное плавание, соответствующими федерациями было позволено украшать женский купальник. С тех пор гимнастический купальник спортсменок расшивают блёстками и стразами, делают аппликации, используют вставки из телесной ткани в мелкую сетку и ткани других цветов и т. п. В 2001 году, по запросу тренера Алины Кабаевой Ирины Винер, в художественной гимнастике к купальнику также было позволено пришивать короткую юбочку из той же эластичной ткани.

## Галерея
- Женская сборная Греции по волейболу на летних Олимпийских играх 2004 года
- Женская сборная Австралии по баскетболу на Чемпионате мира по баскетболу 2006 года